# بیش‌آهنی
بیش‌آهنی (به انگلیسی: Iron overload) یا هموکروماتوز (Haemochromatosis) سرریز و زیادی آهن در خون یک اختلال ارثی در سوخت‌وساز آهن است که در آن تجمع آهن در اندام‌ها و بافت‌های گوناگون دیده می‌شود. مشکل اصلی در زیادی جذب آهن از لوله گوارش است. محل اصلی تجمع آهن کبد، غده درون‌ریز مانند غده فوق کلیوی، لوزالمعده و قلب است.

## نشانه‌ها
نشانه‌های بیماری بازتابی از محل‌های تجمع آهن هستند. رنگ خاکستری متمایل به ارغوانی تیره در پوست یا برنزه شدن آن باید شک به بیش‌آهنی را برای افزایش آهن برانگیزد. برای رسوب آهن در لوزالمعده اندازه انسولین و گلوکاگون در خون در بیماران مبتلا به بیش‌آهنی بالا می‌رود. سطح انسولین ممکن است کاهش یابد و گاهی اوقات دیابت شیرین نیز به طور همزمان پیدا می‌شود. تجمع آهن در کبد تشمع کبدی، در بیماری ماهیچه قلب و در غده فوق کلیوی نارسایی غده را در پی دارد.

## درمان
اصول درمان بر پایه کاهش جذب آهن و افزایش دفع آهن است. اهدای خون و فلبوتومی‌های متناوب موجب افزایش دفع آهن از بدن می‌شوند. گاهی داروی دفروکسامین برای چنگاله کردن آهن به کار برده می‌شود.